# 田雄 (全国人大代表)
田 雄（でん ゆう、1946年 - ）は、中華人民共和国の政治家。北京市出身の漢族。第11期全国人民代表大会北京地区代表。
中国農業大学を卒業。中国共産党党員。2008年に全国人民代表大会に選出された。